# Lista chorążych reprezentacji Republiki Zielonego Przylądka na igrzyskach olimpijskich
Lista chorążych reprezentacji Republiki Zielonego Przylądka na igrzyskach olimpijskich – lista zawodników i zawodniczek reprezentacji Republiki Zielonego Przylądka, którzy podczas ceremonii otwarcia nowożytnych igrzysk olimpijskich nieśli flagę Republiki.

## Chronologiczna lista chorążych
| Lp. | Rok i miejsce | Chorąży                | Dyscyplina             |
| --- | ------------- | ---------------------- | ---------------------- |
| 1   | 1996, Atlanta | Manuel Jesús Rodrígues |                        |
| 2   | 2000, Sydney  | Isménia do Frederico   | Lekkoatletyka          |
| 3   | 2004, Ateny   | Vânia Monteiro         | Gimnastyka artystyczna |
| 4   | 2008, Pekin   | Vânia Monteiro         | Gimnastyka artystyczna |
| 5   | 2012, Londyn  | Adysângela Moniz       | Judo                   |
| 6   | 2016, Rio     | Maria Andrade          | Taekwondo              |
| 7   | 2020, Tokio   | Jayla Pina             | Pływanie               |
| 7   | 2020, Tokio   | Jordin Andrade         | Lekkoatletyka          |
| 8   | 2024, Paryż   | Djamila Silva          | Judo                   |
| 8   | 2024, Paryż   | Daniel Varela de Pina  | Boks                   |